# Baghatssar
Baghatssar (armeniska: Բաղացսար) är ett berg i Armenien. Det ligger i den sydöstra delen av landet, 200 kilometer sydost om huvudstaden Jerevan. Toppen på Baghatssar är 3 101 meter över havet. Baghatssar ingår i Meghrubergen.
Terrängen runt Baghatssar är bergig norrut, men söderut är den kuperad. Närmaste större samhälle är Kapan, 16,0 kilometer nordost om Baghatssar. 
Trakten runt Baghatssar består i huvudsak av gräsmarker. Runt Baghatssar är det ganska glesbefolkat, med 42 invånare per kvadratkilometer.